# Кавелашвили, Мурад
Мурад Кавелашвили (груз. მურად ყაველაშვილი; род. 23 июня 1969) — грузинский футболист, игравший на позиции полузащитника.

## Биография
Играл в Умаглеси лиге (высшем дивизионе Грузии) за «Металлург» Рустави (сезоны 1994/95, 1995/96), «Сиони» Болниси (1996/97, 1997/98), «Локомотив» Тбилиси (1997/98). В сезоне 1998 года играл за «Дустлик» в высшем узбекистанском дивизионе.